# Stefan von Uppsala

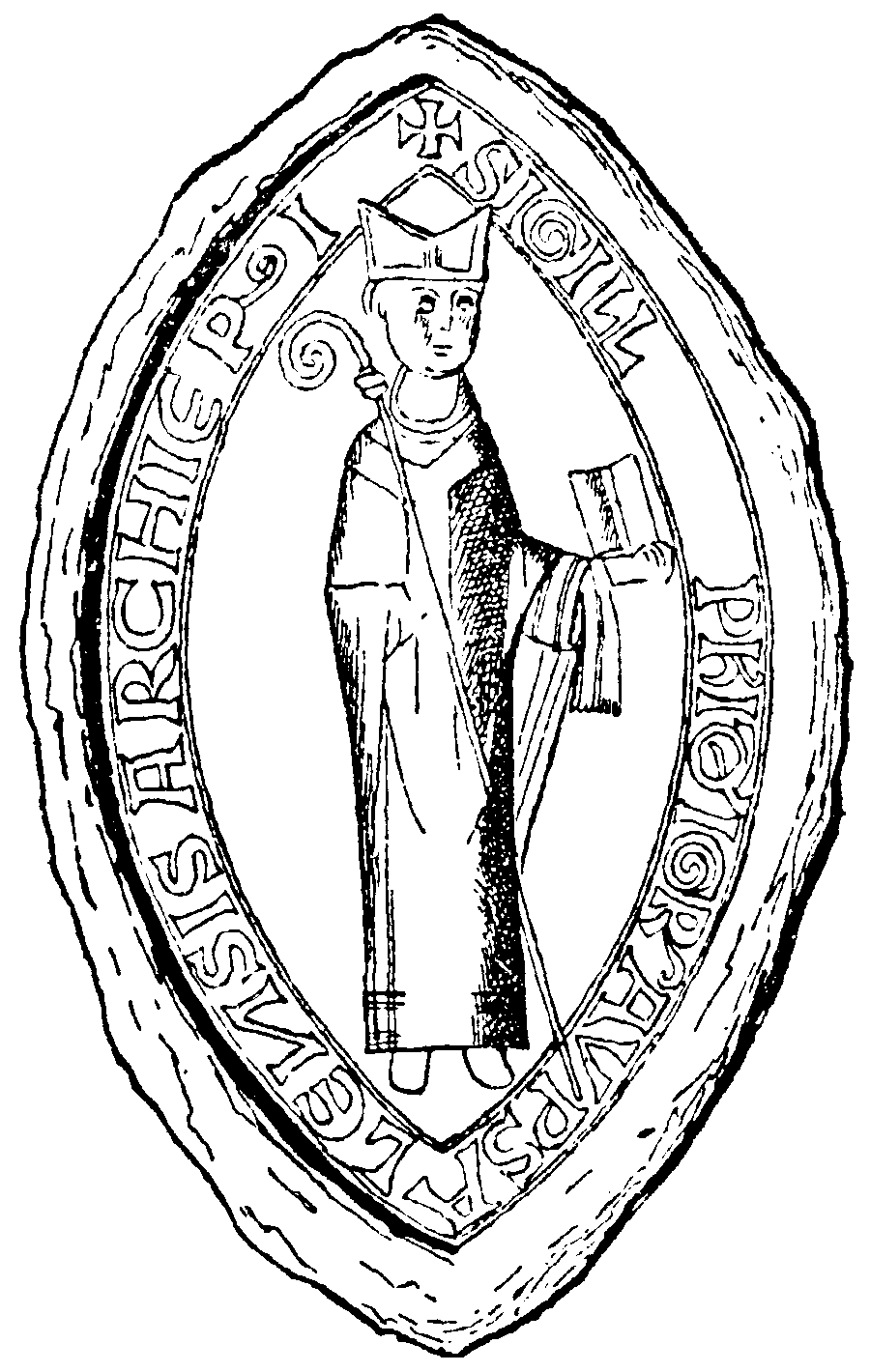
Stefans Siegel

Stefan von Uppsala (* im 12. Jahrhundert; † 18. Juli 1185) war schwedischer Geistlicher und erster Erzbischof von Alt-Uppsala.

## Leben
Als der päpstliche Legat Nikolaus Breakspear 1152 Schweden besuchte, hatte er die Absicht, bei der Errichtung eines selbständigen schwedischen Erzbischofssitzes mitzuhelfen. Dies war kurz zuvor im Nachbarland Norwegen geschehen. Die politische Situation machte allerdings die Verwirklichung dieser Pläne unmöglich. König Sverker hatte mit einem Konkurrenten um die Macht zu kämpfen, so dass zum Treffen in Linköping nur kirchliche Würdenträger aus den Landesteilen kamen, in denen Sverkers Konkurrenten nicht herrschten. Der Legat übergab daraufhin den Auftrag an den dänischen Erzbischof Eskil von Lund, was später noch von Bedeutung war.
Aus den Streitigkeiten nach dem Tod Eriks dem Heiligen ging Karl, Sverkers Sohn, als König hervor. Der Tradition seines Hauses folgend unterstützte er die für die gregorianischen Ideale eintretenden Teile der Kirche, vor allem den Zisterzienserorden. 1164 wurde zu Papst Alexander III., der sich damals in Sens in Frankreich aufhielt, eine Gesandtschaft geschickt, die Unterstützer für die Errichtung eines schwedischen Erzbischofssitzes hervorbringen sollte. Mitglied dieser Gesandtschaft war Stefan, ein Zisterziensermönch aus Alvastra, der damals bereits zum Bischof von Uppsala gekürt war. Seine Nationalität ist unbekannt, doch war er wahrscheinlich kein Schwede.
Die Situation war günstig für die Bewilligung des schwedischen Begehrens. Bei der Papstwahl 1159 hatten die kaiserlich Gesinnten einen Gegenpapst aufgestellt. Alexander war nach Frankreich geflohen, und die katholische Welt war gespalten. Mit Freude muss Alexander die schwedische Gesandtschaft gesehen haben, denn sie bedeutete die Bindung Schwedens an ihn. In Sens befand sich zu dieser Zeit der bereits ernannte Erzbischof Eskil. Er war wegen seiner Bindung an Alexander ebenfalls auf der Flucht. Ihm gab der Papst den Auftrag, Stefan zum Erzbischof von Alt-Uppsala zu weihen, das damals das alt-schwedische politische und religiöse Zentrum darstellte. Außerdem würde weiterhin die dänische Kirche über der schwedischen stehen. Die Weihezeremonie in Sens fand an einem Sonntag im August 1164 statt. Der neue Erzbischof konnte nicht lange ungestört handeln. Die Herrschaft der Sverker endete im Jahr 1167 abrupt.
In den folgenden von Streit geprägten Jahren war Stefan in politischer Mission für die kirchlichen Ideale und die Interessen von Sverkers Gefolgsleuten in Dänemark und Norwegen unterwegs. Um 1173 stand schließlich Knut Eriksson als neuer Herrscher fest. Stefan musste notgedrungen mit ihm zusammenarbeiten. Das Ergebnis seines Strebens, die gregorianischen Kirchengedanken in Schweden heimisch zu machen, war bei seinem Tod nicht das, was seine ersten Amtsjahre versprochen hatten.
Über seine Arbeit außerhalb der Kirche ist nicht viel bekannt. Stefan wurde unter seinen Klosterbrüdern in Alvastra begraben.